# Heterophasia auricularis
Heterophasia auricularis е вид птица от семейство Leiothrichidae.

## Разпространение
Видът е разпространен в Китай.